# Porteria (futbol)
En el futbol es coneix com a porteria el marc pel qual ha d'entrar la pilota per a marcar un gol. Generalment està compost per dos pals verticals paral·lels, un altre de superior i horitzontal (transversal o perpendicular als pals) anomenat travesser, i una xarxa que reté la pilota una vegada ha entrat a la porteria. Quan açò succeeix, sota unes determinades condicions reglamentàries, es considera que s'ha marcat un gol.
Les dimensions oficials de la porteria són de 7,32 x 2,44m. Els pals habitualment són metàl·lics, tot i que antigament eren de fusta.